# エマ・ランドール
エマ・ランドール（Emma Randall、1985年6月5日 - ）は、オーストラリアの女子プロバスケットボール選手である。ビクトリア州メルボルン出身。ポジションはセンター。

## 人物
「オーストラリア国立スポーツ研究所」から2003年にWNBLのシドニー・フレイムズでプロデビュー。2004年、ダンデノング・レンジャースに移籍。
2006年1月、ロシアのCSKAサマラに移籍。
2007年に帰国してメルボルン・ブーマーズでプレー。
2008年に再び渡欧してフランス、ルーマニアでプレー。
2010年1月、フランスのタルブGBに所属。
バスケットボール女子オーストラリア代表にも選ばれ、北京オリンピックで銀メダルを獲得。2006年世界選手権ではオーストラリアの初優勝に貢献した。